# Dmitrovsk
Dmitrovsk (en russe : Дмитровск) est une ville de l'oblast d'Orel, en Russie, et le centre administratif du raïon de Dmitrov. Sa population s'élève à 5 480 habitants en 2013.

## Géographie
Dmitrovsk est située sur la rivière Obchtcheritsa, à son point de confluence avec la rivière Neroussa, à 81 km au sud-ouest d'Orel.

## Histoire
L'origine de Dmitrovsk remonte à la fondation du hameau de Dmitrievka (Дми́триевка), en 1711. Après la construction d'une église, il reçut le statut de selo (c'est-à-dire de village) et fut renommé Dmitrovka (Дмитровка). En 1782, la localité accéda au statut de ville. Elle fut renommée Dmitrovsk-Orlovski (Дмитровск-Орловский) en 1929. Enfin, en 2005, elle reçut son nom actuel de Dmitrovsk.

## Population
Recensements (*) ou estimations de la population
| 1856  | 1897* | 1926* | 1939* | 1959* | 1970* |
| ----- | ----- | ----- | ----- | ----- | ----- |
| 5 600 | 5 291 | 4 995 | 5 421 | 5 589 | 6 308 |

| 1979* | 1989* | 2002* | 2010* | 2012  | 2013  |
| ----- | ----- | ----- | ----- | ----- | ----- |
| 6 780 | 6 974 | 6 492 | 5 648 | 5 537 | 5 480 |